# Salamiou
Salamiou (griechisch Σαλαμιού, türkisch Salamyu) ist eine Gemeinde im Bezirk Paphos in der Republik Zypern. Bei der Volkszählung im Jahr 2021 hatte sie 195 Einwohner.

## Lage und Umgebung

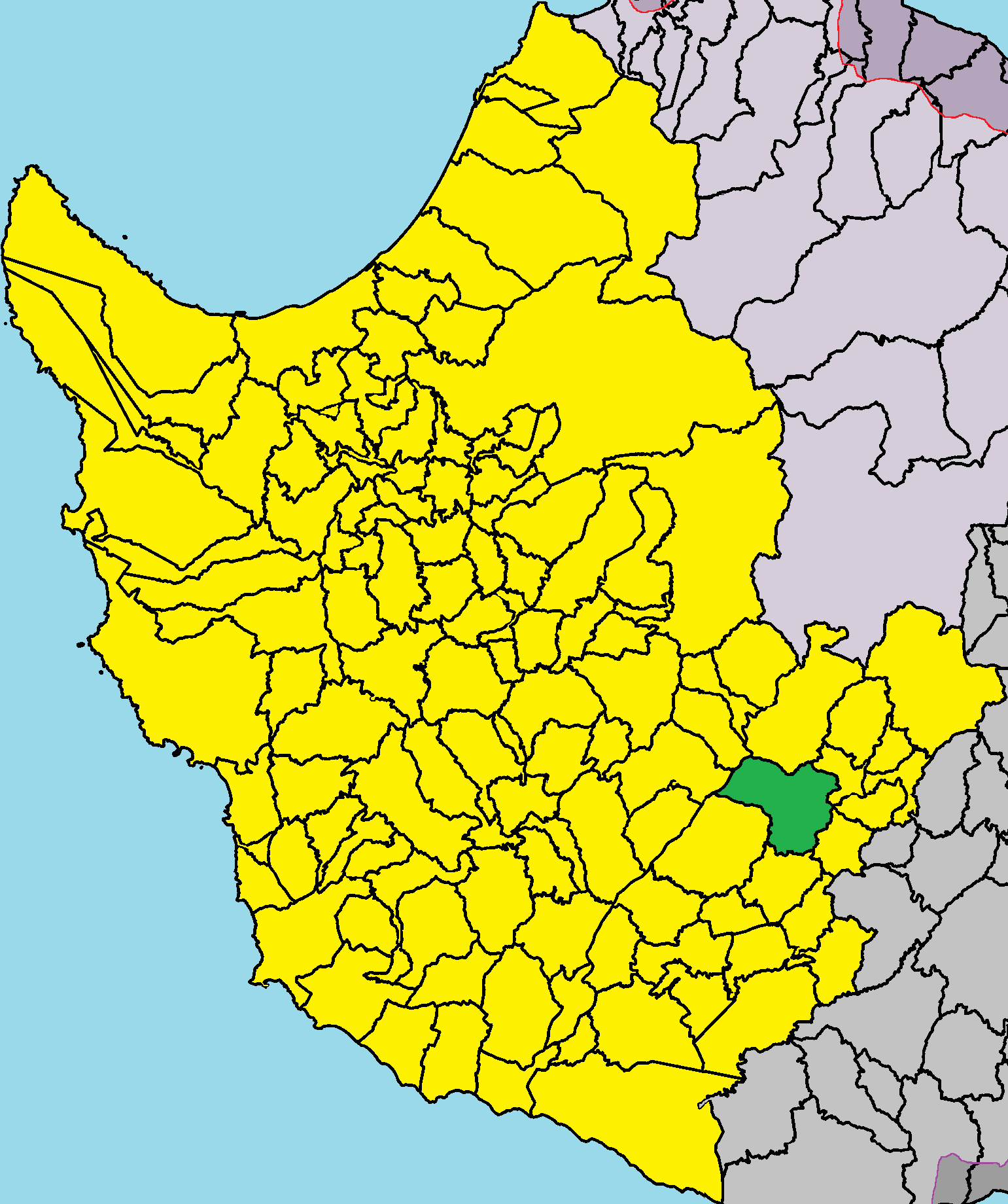
Lage im Bezirk Paphos

Salamiou liegt im Osten des Bezirks Paphos der Mittelmeerinsel Zypern auf einer Höhe von etwa 635 Metern, etwa 37 Kilometer nordöstlich von Paphos, 56 Kilometer nordwestlich von Limassol und 106 Kilometer südwestlich von Nikosia. Das 15,9076 Quadratkilometer große Dorf grenzt im Norden an Agios Ioannis, im Osten an Mesana, Kedares und Kidasi, im Süden an Trachypedoula und Kelokedara und im Westen an Pentalia und Galataria. Das Dorf kann über die Straßen F617 und F619 erreicht werden.
Die durchschnittliche jährliche Niederschlagsmenge beträgt etwa 625 Millimeter. In der Umgebung werden Weinreben, Oliven, Mandeln, Zitrusfrüchte, Getreide, Zierpflanzen, einige Obstbäume (hauptsächlich Äpfel, Pfirsiche und Birnen) und einige Bohnen angebaut. Geologisch betrachtet wird das Gemeindegebiet von den Ablagerungen der Lefkara-Formation (Kreide, Mergel und Keratolithe), den Tonen der Monis-Formation, den Ablagerungen der Mamonion-Formation und den rezenten Schwemmlandablagerungen des Holozäns dominiert. Auf diesen Gesteinen entstanden kalkhaltige Böden und Böden der Mamonia-Formation.

## Geschichte
Es gibt Hinweise auf eine archäologische Stätte im Bereich von Salamiou, die seit der Antike bewohnt ist.
Im Mittelalter existierte Salamiou unter ungefähr demselben Namen wie heute. Auf alten Karten ist es als Salamia markiert. Während der fränkischen Zeit war Salamiou ein Lehen. Louis de Mas Latrie nimmt es in die entsprechende Liste der Lehen des mittelalterlichen Zypern auf. Florios Voustronios (16. Jahrhundert) schreibt, dass während der Neuverteilung der Lehen durch den König von Zypern Jakob II. nach seiner Thronbesteigung im Jahr 1460 wurde Salamiou an Filippos Sebas und Ieronymos Salviati vergeben. Es scheint, dass das Herrenhaus von Salami den beiden mit dem Status eines Duario (Miteigentum) übertragen wurde.

### Bevölkerungsentwicklung
Die folgende Tabelle zeigt die Bevölkerung des Dorfes, wie sie in den in Zypern durchgeführten Volkszählungen erfasst wurde.
| Jahr      | 1881 | 1891 | 1901 | 1911 | 1921 | 1931 | 1946 | 1960 | 1976 | 1982 | 1992 | 2001 | 2011 | 2021 |
| Einwohner | 266  | 313  | 418  | 471  | 577  | 657  | 836  | 810  | 725  | 457  | 317  | 254  | 265  | 195  |